# Inselkirche
Inselkirche steht für ein Kirchengebäude, das auf einer Insel liegt. Den Namen Inselkirchen tragen insbesondere jene Kirchengebäude auf Nord- und Ostseeinseln, die vor allem auch ein Angebot für die Urlauber darstellen.
Ausdrücklich so benannt sind:
- Alte Inselkirche (Baltrum)
- Inselkirche Baltrum
- Inselkirche Hiddensee
- Inselkirche Juist
- Inselkirche Langeoog
- Inselkirche Norderney
- Inselkirche Hermannswerder, auch Kirche der Hoffbauerstiftung in Potsdam
- Alte Inselkirche (Spiekeroog)

- Cathedral of The Isles, Schottland

Siehe auch:
- Inselkapelle
- Evangelische Kirche (Mainz-Gonsenheim), umgangssprachlich Inselkirche genannt